# Абертура (Касерес)
Абертура (ісп. Abertura) — муніципалітет в Іспанії, у складі автономної спільноти Естремадура, у провінції Касерес. Населення — 459 осіб (2010).
Муніципалітет розташований на відстані близько 320 км на південний захід від Мадрида, 120 км на південь від Касереса.

## Демографія
Динаміка населення (INE ):

## Галерея зображень

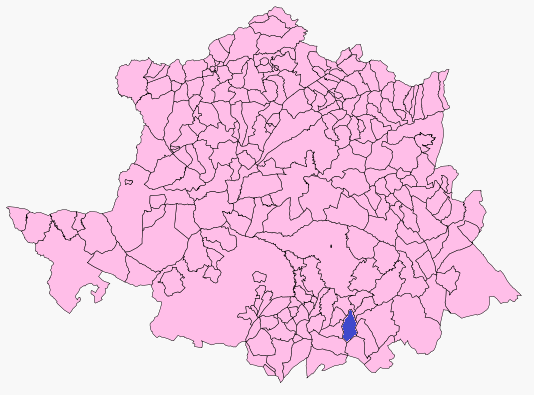
Розташування муніципалітету у провінції Касерес